# ۷ ژوئیه
۷ ژوئیه صد و هشتاد و هشتمین (در سال‌های کبیسه صد و هشتاد و نهمین) روز سال در گاه‌شماری میلادی است. ۱۷۷ روز تا پایان سال باقی‌است.

## رویدادها
- ۱۸۰۷ - جنگ‌های ناپلئونی: امضای نخستین پیمان تیلسیت بین امپراتوری فرانسه و امپراتوری روسیه
- ۱۸۶۳ - جنگ داخلی آمریکا: آغاز نخستین سربازگیری اجباری در ایالات متحده با تصویب کنگره

## زادروزها
- ۱۹۲۲ - پیر کاردین، طراح لباس فرانسوی

## درگذشت‌ها
- ۱۳۰۷ - ادوارد یکم، پادشاه انگلستان
- ۱۶۶۷ - نیکلاس سانسون، نقشه‌نگار و سفرنامه‌نویس فرانسوی
- ۱۹۳۰ -  آرتور کانن دویل، نویسنده اسکاتلندی

## مناسبت‌ها
- روز جهانی شکلات